# アダイ・ハーン
アダイ・ハーン（モンゴル語: Адай хаан、ᠠᠳᠠᠢ
ᠬᠠᠭᠠᠨ　英語：Adai Khan、1390年 - 1438年）は、モンゴル帝国の第26代（北元としては第12代）ハーン。漢文資料では阿台と表記される。生年は1376年とする説もある。

## 出自
北元の第8代ハーン・オルク・テムルの子。モンゴル語の年代記『蒙古源流』には、チンギス・カンの末弟であるテムゲ・オッチギンの子孫と記されている。また、ティムール朝の君主ウルグ・ベクが著した歴史書『四ウルス史』と、それに基づく史料ではクビライの弟アリクブケの子孫と伝えられている。別の説ではチンギス・ハーンの次弟ジョチ・カサルの子孫とも言われている。

## 生涯
オイラダイ・ハーンの死後、1425年にアスト部の有力者アルクタイによってアダイがハーンに擁立された。1431年にオイラトのトゴン・タイシとの戦いに敗れ、本拠地のケルレン川流域部を追われる。1434年にアルクタイが敗死した後、トゴンによってハーンに擁立されたトクトア・ブハの攻撃を受け、部下のドルジ・ベク（朶児只伯）と共にエチナ路に逃れた。
アダイたちは表面上は明に帰順していたが、その実甘州・涼州に侵入して略奪を行っていた。1438年にアダイとドルジ・ベクは明軍にウルグナ（兀魯乃）で敗れ、追撃を受けて砂漠に退却した。150人の族長が明軍の捕虜となり、アダイたちは明に降伏した。降伏して間もなくアダイはトクトア・ブハに敗れ、捕殺された。